# Dariena amabilis
Dariena amabilis är en insektsart som beskrevs av Rauno E. Linnavuori och Delong 1977. Dariena amabilis ingår i släktet Dariena och familjen dvärgstritar. Inga underarter finns listade i Catalogue of Life.